# دزیره نوسبوش
دزیره نوسبوش (آلمانی: Désirée Nosbusch؛ زادهٔ ۱۴ ژانویهٔ ۱۹۶۵) بازیگر، مجری تلویزیون، کارگردان فیلم و تهیه‌کننده فیلم اهل لوکزامبورگ است.
او مجری مسابقه آواز یوروویژن ۱۹۸۴ بود. از فیلم‌های او می‌توان به این و آن، صبح بخیر، بابل و دوست من اشاره کرد.